# Eleições parlamentares no Quirguistão em 2020
Eleições parlamentares foram realizadas no Quirguistão em 4 de outubro de 2020. Os resultados mostraram que os partidos pró-governo conquistaram a maioria absoluta dos assentos. A eleição foi posteriormente anulada pela Comissão Eleitoral Central durante os protestos de 2020 no Quirguistão.

## Sistema eleitoral
Os 120 assentos no Conselho Supremo são eleitos por representação proporcional em um único círculo eleitoral nacional. Para ganhar assentos, os partidos devem ultrapassar um limite eleitoral nacional de 7% dos votos expressos, e receber pelo menos 0,7% dos votos em cada uma das sete regiões. Nenhum partido pode deter mais de 65 cadeiras. As listas partidárias devem ter pelo menos 30% dos candidatos de cada gênero, e a cada quatro candidatos deve ser de um gênero diferente. Cada lista também deve ter pelo menos 15% dos candidatos de minorias étnicas e 15% com menos de 35 anos de idade, bem como pelo menos dois candidatos com deficiência.

## Conduta
Vários partidos de oposição apelaram ao governo para adiar a eleição devido à pandemia COVID-19 antes do período de campanha em setembro.
Durante as eleições, vários partidos foram acusados de comprar votos. Vários jornalistas também relataram que foram assediados ou atacados. Os custos associados à candidatura às eleições e à campanha também foram criticados, com os críticos dizendo que era impossível para partidos menores sem vínculos com um oligarca pagarem.

## Resultados preliminares
O Birimdik recebeu uma pluralidade de votos, derrotando a aliança Ata-Zhurt-Minha Pátria Quirguistão por menos de um por cento, com 46 cadeiras. Ata-Zhurt – Minha Pátria Quirguistão recebeu 45 cadeiras, enquanto outros partidos ficaram para trás. O Partido do Quirguistão recebeu 16 cadeiras, enquanto o Quirguistão Unido entrou no parlamento pela primeira vez com 13. Vários outros partidos não conseguiram atingir o limite de 7%, incluindo Ata Meken, que fazia parte de todos os parlamentos desde a Revolução do Quirguistão de 2010.
Dos partidos que chegaram ao parlamento, apenas o Quirguistão Unido se opõe consistentemente ao governo em exercício liderado pelo presidente Jeenbekov.
| Partido                                                    | Votos     | %      | Assentos | +/–  |
| ---------------------------------------------------------- | --------- | ------ | -------- | ---- |
| Birimdik                                                   | 487,685   | 24.90  | 46       | Novo |
| Minha Pátria Quirguistão                                   | 475,372   | 24.27  | 45       | Novo |
| Quirguistão                                                | 174,317   | 8.90   | 16       | –2   |
| Quirguistão Unido                                          | 141,940   | 7.25   | 13       | +13  |
| Mequenchil                                                 | 136,276   | 6.96   | 0        | Novo |
| Respublika                                                 | 115,288   | 5.89   | 0        | Novo |
| Partido Socialista Ata Meken                               | 80,279    | 4.10   | 0        | –11  |
| Luz da fé                                                  | 66,747    | 3.41   | 0        | Novo |
| Bir Bol                                                    | 60,305    | 3.08   | 0        | –12  |
| Grande Cruzada                                             | 46,568    | 2.38   | 0        | Novo |
| Zamandash                                                  | 42,862    | 2.19   | 0        | 0    |
| Social Democrático                                         | 42,460    | 2.17   | 0        | Novo |
| Partido da Reforma                                         | 32,795    | 1.67   | 0        | Novo |
| Segurança Interna                                          | 12,468    | 0.64   | 0        | Novo |
| Centro                                                     | 4,395     | 0.22   | 0        | Novo |
| Partido dos Veteranos Soviéticos da Guerra Soviético-Afegã | 3,459     | 0.18   | 0        | Novo |
| Contra todos                                               | 35,714    | 1.82   | –        | –    |
| Total                                                      | 1,958,930 | 100.00 | 120      | 0    |
|                                                            |           |        |          |      |
| Votos Válidos                                              | 1,958,930 | 98.40  |          |      |
| Inválidos/brancos votos                                    | 31,823    | 1.60   |          |      |
| Total votos                                                | 1,990,753 | 100.00 |          |      |
| Inscritos                                                  | 3,523,554 | 56.50  |          |      |